# A Woman a Man Walked By
A Woman a Man Walked By — второй совместный альбом английских рок-музыкантов Пи Джей Харви и Джона Пэриша, изданный в 2009 году.

## Об альбоме
Второй совместный альбом Харви и Пэриша записывался полтора года в разных местах Бристоля и Дорсета. Пэриш играет на всех инструментах во всех песнях, в то время как Харви использует только вокал. A Woman a Man Walked By был описан журналистом Джоном Харрисом как «озорной, смертельно серьёзный, элегантный и поэтический, и обладающий грубой силой.».

## Список композиций
Слова и музыка всех песен — Пи Джей Харви и Джона Пэриша.
| №   | Название                                                                  | Длительность |
| --- | ------------------------------------------------------------------------- | ------------ |
| 1.  | «Black Hearted Love»                                                      | 4:40         |
| 2.  | «Sixteen, Fifteen, Fourteen»                                              | 3:35         |
| 3.  | «Leaving California»                                                      | 3:56         |
| 4.  | «The Chair»                                                               | 2:29         |
| 5.  | «April»                                                                   | 4:41         |
| 6.  | «A Woman a Man Walked By/The Crow Knows Where All the Little Children Go» | 4:47         |
| 7.  | «The Soldier»                                                             | 3:55         |
| 8.  | «Pig Will Not»                                                            | 3:50         |
| 9.  | «Passionless, Pointless»                                                  | 4:19         |
| 10. | «Cracks in the Canvas»                                                    | 1:54         |